# Angerona griseoguttata
Angerona griseoguttata är en fjärilsart som beskrevs av Williams 1947. Angerona griseoguttata ingår i släktet Angerona och familjen mätare. Inga underarter finns listade i Catalogue of Life.